# Dom Bankowy Dr Józef Kugel
Dom Bankowy Dr Józef Kugel i S-ka – bank o kapitale polsko-angielskim działający w Gdyni w latach 1933–1950, którego głównym obszarem działalności było finansowanie handlu zagranicznego oraz przemysłu.

## Historia
Zarejestrowany w 1933 przez Józefa Kugela oraz The British and Polish Trade Bank AG z siedzibą w Gdańsku. W uroczystości otwarcia uczestniczyli m.in. William Grenfell, Max Müller, b. amb. Wlk. Brytanii, Kazimierz Papée (komisarz generalny RP w Wolnym Mieście Gdańsku), gen. Roman Górecki, (prezes Banku Gospodarstwa Krajowego i The British and Polish Trade Bank A.G. w Gdańsku) oraz Stefan Starzyński (wiceprezes BGK). W początkowym okresie akcjonariuszem większościowym był Skarb Państwa, który posiadał 73,35% udziałów. Następnie został wykupiony przez Kugla. Funkcjonował w okresie II wojny światowej. 
Zlikwidowany w 1950 uchwałą Rady Ministrów PRL z 13 marca 1947.
Centrala banku mieściła się w budynku mieszkalno-użytkowym Funduszu Emerytalnego BGK w Gdyni.